# Ervin Bauer
Ervin Bauer (ur. 19 października 1890 w Lewoczy, zm. 11 stycznia 1938 w Leningradzie) – węgierski biolog i lekarz.

## Życiorys
Urodził się w Lewoczy, w Austro-Węgrzech (obecnie Słowacja), w rodzinie o gruntownym wykształceniu. Jego ojciec, Simon Bauer, pracował jako nauczyciel języka francuskiego i niemieckiego, a także publikował tłumaczenia utworów niemieckich na węgierski oraz publikacje z zakresu lingwistyki. Matka uczyła angielskiego i francuskiego w szkole dla dziewcząt w Segedynie. 
W 1897 roku Simon Bauer zmarł na raka, pozostawiając żonę z trójką dzieci: 13-letnim Herbertem, 9-letnią Hildą oraz 6-letnim Ervinem. Starszy brat Ervina, Herbert, został pisarzem i krytykiem filmowym, posługując się węgierskim nazwiskiem Béla Balázs. Hilda Bauer studiowała języki obce i została nauczycielką. Cała rodzina obracała się w kręgach naukowych i kulturalnych, do przyjaciół Ervina należał m.in. György Lukács.
Chciał studiować matematykę, ale pod wpływem matki zdecydował się na studia medyczne, najpierw w Budapeszcie,  potem na Wydziale Medycznym Uniwersytetu w Getyndze. Już w czasie studiów zaangażował się w pracę badawczą, jeszcze przed ich ukończeniem opublikował pierwsze publikacje naukowe. W 1914 roku poznał o dziesięć lat starszą pisarkę Margit Kaffkę, ich wspólną podróż do Włoch przerwała informacja o wybuchu I wojny światowej. Zdecydowali się na powrót na Węgry, gdzie się pobrali. Ervin natychmiast po ukończeniu studiów został powołany do Armii Austro-Węgier i skierowany początkowo na front wschodni, a następnie do służby w szpitalu wojskowym w Temesvárze. W czasie pandemii grypy "hiszpanki" Margit Kaffka zachorowała i zmarła 1 grudnia 1918 roku. Podczas pobytu w Temesvárze Bauer kontynuował pracę naukową, zaczął się wówczas interesować ogólnym zagadnieniem życia.
W 1919 roku, po upadku Węgierskiej Republiki Rad, podczas fali białego terroru, Bauer zdecydował się opuścić Węgry. Wraz z drugą żoną, matematyczką Stefánią Szilárd, przebywali w Wiedniu, potem w Getyndze, w 1921 roku przenieśli się do Pragi, gdzie Bauer został zatrudniony na stanowisku asystenta na Wydziale Medycznym Uniwersytetu Karola. Z Pragi przeprowadzili się na krótko do Berlina, a następnie, w 1925 roku, na zaproszenie Nikołaja Siemaszko, ludowego komisarza ochrony zdrowia RFSRR, do Związku Radzieckiego.
Do 1931 roku pracował jako dyrektor departamentu Instytutu Higieny Pracy w Moskwie. Publikował w tym czasie artykuły dotyczące rozwijania metod testów krwi, ale także rozwijał swoje zainteresowania teoretycznymi podstawami życia. W 1930 roku ukazała się jego książka Podstawy fizyczne w biologii. W 1931 roku organizował Wydział Biologii Ogólnej w Instytucie Biologicznym im. K. Timiriazewa w Moskwie. W 1933 roku przeprowadził się do Leningradu, gdzie został dyrektorem Wydziału Badań nad Rakiem, a następnie Wydziału Biologii Ogólnej Instytutu Medycyny Eksperymentalnej (Всесоюзный институт экспериментальной медицины - ВИЭМ).
W 1935 w Leningradzie ukazała się książka Biologia teoretyczna, w której szczegółowo zreasumował rozwój swojej zasady stałej nierównowagi żywej materii. Wychodząc od podstaw termodynamiki wyprowadzał opisy różnych zjawisk związanych z życiem, np. metabolizmu, czy asymilacji. Dystansował się zarówno od witalizmu, jak i mechanicyzmu, część jego poglądów była nieco anachroniczna, ale ogólne zasady w sposób realistyczny opisywały żywe organizmy.
Bauer cieszył się dużym szacunkiem w ZSRR, o czym świadczy fakt, że zlecono mu zredagowanie hasła życie, w Wielkiej Encyklopedii Radzieckiej. Fakt ten nie uchronił go przed działaniami prowadzonymi w ramach Wielkiej Czystki. Małżeństwo Bauerów zostało aresztowane przez NKWD 4 sierpnia 1937 pod zarzutem szpiegostwa. Oboje zostali skazani na śmierć, rozstrzelani 11 stycznia 1938 i pochowani w zbiorowej mogile w nieznanym miejscu. Ich synowie 12-letni Michaił i 2-letni Karl zostali umieszczeni w domu dziecka. Uznanie Bauera za "wroga ludu" spowodowało, że egzemplarze książek jego autorstwa były usuwane z bibliotek i niszczone. Ograniczyło to (i tak niewielki, ze względu na barierę językową) zasięg jego prac.
W 1954 roku Bauerowie zostali zrehabilitowani, jednak pomimo oficjalnego stwierdzenia ich niewinności, data i miejsce ich śmierci pozostały utajnione do 1992 roku.

## Wybrane prace
- Физические основы в биологии (Podstawy fizyczne w biologii, 1930)
- Теоретическая биология (Biologia teoretyczna, 1935)

## Źródła
- Müller, Miklós 2005. Ervin Bauer (1890-1938), a martyr of science, The Hungarian Quarterly 178, s. 123-131 (2005)
- Шноль С. Э. Эрвин Бауэр и теоретическая биология, Природа, 1990, 12, s. 78-84